# Phạm Tăng
Phạm Tăng (chữ Hán: 范增; 277 – 204 TCN) là một nhân vật chính trị thời cuối Tần đầu Hán Sở trong lịch sử Trung Quốc. Ông là người thôn Cư Sào (quận Cư Sào, thị Sào Hồ, tỉnh An Huy), hạt Hoài Dương, nay thuộc An Huy, Trung Quốc. Ông tham gia cuộc chiến lật đổ nhà Tần và chiến tranh giữa Hán và Sở, giữ vai trò mưu sĩ cho Tây Sở bá vương Hạng Vũ, được Hạng Vũ tôn là Á phụ.

## Hiến kế lập vua Sở
Thời Tần Thủy Hoàng, Phạm Tăng làm ẩn sĩ không tham gia việc chính trị. Sử ký chép rằng ông "xưa nay ở nhà, thích mưu kế lạ". Ông chỉ bắt đầu xuất hiện trên chính trường từ năm 208 TCN.
Tháng 7 năm 209 TCN thời Tần Nhị Thế, Trần Thắng khởi nghĩa ở làng Đại Trạch, đánh đến đất Trần thì xưng làm Trương Sở vương. Trong số các lực lượng hưởng ứng Trần Thắng đánh Tần có Hạng Lương là con của danh tướng Hạng Yên nước Sở cũ, cùng cháu là Hạng Vũ.
Hàng loạt chư hầu cũ thời Chiến Quốc được tái lập chống Tần nhưng không hợp tác với Trần Thắng nên Trần Thắng nhanh chóng bị quân Tần đánh bại và bị giết chết vào tháng 12 năm 208 TCN. Hạng Lương xây dựng lực lượng lớn mạnh ở Giang Đông, vượt sông Trường Giang tiến về phía tây. Khi chưa biết Trần Thắng chết, Hạng Lương ra sức chống lại Sở giả vương mới là Cảnh Câu vì cho rằng Cảnh Câu phản Trần Thắng và giết chết Cảnh Câu.
Hạng Lương nghe tin Trần Vương đã chết thật, bèn gọi các biệt tướng họp ở đất Tiết để bàn bạc. Bấy giờ Phạm Tăng đã 70 tuổi, ông tìm đến gặp Hạng Lương và nói với Hạng Lương:
Trần Thắng thua là phải lắm. Trong sáu nước bị Tần diệt thì nước Sở là vô tội nhất. Từ khi vua Hoài Vương vào đất Tần rồi không về nữa, người Sở vẫn còn thương xót ông cho đến ngày nay. Vì vậy Sở Nam Công nói: "Nước Sở dù chỉ còn ba hộ, nhưng tiêu diệt nhà Tần, chính là nước Sở". Nay Trần Thắng khởi sự không lập con cháu vua Sở mà tự lập làm vương thì tình thế không thể lâu dài được. Bây giờ ngài khởi nghĩa ở Giang Đông, các tướng nước Sở kéo đến theo ngài như ong về tổ, là vì nhà ngài đời đời làm tướng nước Sở, họ cho rằng ngài có thể lập lại con cháu vua Sở làm vua.
Hạng Lương cho là phải, bèn tìm người cháu của Sở Hoài Vương tên là Tâm, đang chăn dê cho người ta, lập làm vua Sở, cũng lấy hiệu là Sở Hoài Vương để thỏa lòng mong mỏi của dân chúng.

## Tham gia cứu Triệu
Từ khi Sở Hoài vương được lập, hào kiệt các nơi kéo về hưởng ứng Hạng Lương rất đông và đây trở thành lực lượng chống Tần mạnh nhất.
Hạng Lương liên tiếp đánh thắng được tướng Tần là Chương Hàm mấy trận, có ý kiêu căng, bị Chương Hàm đột kích giết chết ở Định Đào. Sử không chép rõ khi đó Phạm Tăng có đi cùng Hạng Lương hay ở bên cạnh Sở Hoài vương. Quân chủ lực của Sở tan rã. Hạng Vũ, Lưu Bang vội cùng Lã Thần kéo về đông hợp binh với Sở Hoài vương.
Sau khi củng cố lại lực lượng, Hoài vương chia quân đánh Tần, giao cho Lưu Bang tiến thẳng về tây đến Hàm Dương, còn Tống Nghĩa và Hạng Vũ lên phía bắc đánh đạo quân chủ lực của Chương Hàm đang vây nước Triệu. Phạm Tăng được làm chức mạt tướng đi cùng Tống Nghĩa.
Tống Nghĩa muốn trì hoãn cứu Triệu, bị Hạng Vũ giết chết cướp quyền. Phạm Tăng đi theo Hạng Vũ cứu Triệu, đại phá quân Tần, bắt sống Vương Ly, giết Tô Giác và Thiệp Nhàn. Đó chính là Trận Cự Lộc nổi tiếng cuối thời nhà Tần.
Sử không chép rõ việc Phạm Tăng có bày mưu kế cho Hạng Vũ đánh thắng quân Tần hay không, nhưng tới khi quân Hạng Vũ tiến vào Hàm Dương thì Sử ký ghi Phạm Tăng đã được Hạng Vũ phong làm đại tướng quân, tôn làm Á phụ. Điều đó chứng tỏ ông có vai trò đóng góp nhất định đối với việc đánh thắng quân Tần, xoay chuyển cục diện chiến trường giữa Sở và Tần, quyết định sự diệt vong của nhà Tần.

## Mưu trừ Lưu Bang
Quân Tần thua to, tướng Tần Chương Hàm phải đầu hàng. Hạng Vũ mang đại quân chư hầu tiến vào Hàm Dương mới biết Lưu Bang, vì không phải giao chiến với những đạo quân Tần mạnh, đã vào trước. Sợ thế mạnh của Hạng Vũ, Lưu Bang lui về Bá Thượng, nhường bước cho Hạng Vũ vào Hàm Dương.
Biết tin Lưu Bang muốn lấy lòng dân Quan Trung, Phạm Tăng nói với Hạng Vũ:
Khi Bái Công ở Sơn Đông thì tham của cải, thích gái đẹp. Nay vào Quan Trung, ông ta không lấy của cải gì, không thân cận đàn bà con gái, điều đó chứng tỏ chí của ông ta không vừa. Tôi sai người xem khí mây của ông ta thì đều là khí long hổ thành năm sắc, chính là khí tượng thiên tử đấy, phải đánh gấp chớ có bỏ qua.
Hạng Vũ nghe theo, cho quân chuẩn bị đánh Lưu Bang. Nhưng chú Hạng Vũ là Hạng Bá mang ơn quân sư của Lưu Bang là Trương Lương, lại đến báo cho Lương biết để Lương tránh đi. Lương báo lại cho Lưu Bang, vì vậy Lưu Bang cũng biết được ý đồ này. Lưu Bang vội ra tiếp đón Hạng Bá, đối đãi như huynh trưởng, đồng thời phân trần là không có ý tranh đoạt với Hạng Vũ. Hạng Bá trở về khuyên Hạng Vũ không nên đánh Lưu Bang, Hạng Vũ nghe theo.
Tuy nhiên Phạm Tăng nhất định khuyên Hạng Vũ phải trừ khử Lưu Bang vì ông đoán người này sẽ là đối thủ lớn của Hạng Vũ trong các chư hầu.
Sáng hôm sau, hai bên gặp nhau ở Yến Hồng Môn. Lưu Bang mang theo một trăm kỵ binh đến yết kiến Hạng Vũ để tạ lỗi. Dù Phạm Tăng khuyên Hạng Vũ giết chết Lưu Bang trên tiệc nhưng Hạng Vũ nghe Lưu Bang xin lỗi nhún nhường nên lại mềm lòng không nỡ hại.
Hôm ấy Hạng Vũ giữ Lưu Bang ở lại uống rượu. Hạng Vũ và Hạng Bá ngồi quay mặt về hướng đông. Á Phụ Phạm Tăng ngồi quay mặt về hướng nam, Lưu Bang ngồi quay mặt về hướng Bắc. Trương Lương chầu quay mặt về hướng tây.
Phạm Tăng đưa mắt nhìn Hạng Vương, đưa cái vòng ngọc quyết ra hiệu, như thế ba lần, nhưng Hạng Vương vẫn im lặng không để ý.
Phạm Tặng thất vọng đứng dậy đi ra, gọi tướng Hạng Trang đến bảo:
Quân vương là người bất nhẫn! Anh phải vào chúc thọ! Chúc thọ xong xin múa kiếm, nhân đó đâm Bái Công ở chỗ ngồi và giết đi. Nếu không, tất cả bọn anh đều bị ông ta bắt cầm tù cả đấy.
Hạng Trang liền vào chúc thọ và rút gươm ra múa. Trương Lương lo lắng lại cầu xin Hạng Bá. Hạng Bá cũng không nỡ giết Lưu Bang, nên cũng đứng lên tuốt gươm múa, che đỡ cho Lưu Bang.
Một lát, Lưu Bang đứng dậy đi ra ngoài, nhân thể trốn về, sai Trương Lương ở lại để xin lỗi, đưa cho Lương một cặp ngọc bạch bích nói là để biếu Hạng Vũ và một đôi chén ngọc muốn để biếu Á Phụ.
Lưu Bang bỏ xe lại, cùng mấy người thân tín cưỡi ngựa đi thoát thân. Áng chừng Lưu Bang đã đi thoát, Trương Lương mới trở vào tạ lỗi, nói với Hạng Vũ:
Bái Công quá chén, không thể vào từ biệt, có sai thần là Lương dâng một đôi ngọc bích để kính dâng đại vương, một đôi chén ngọc để kính dâng đại tướng quân.
Rồi Lương dâng ngọc bạch bích và đôi chén ngọc lên Hạng Vũ, trở về với Lưu Bang.
Hạng Vũ bèn nhận ngọc bích đặt ở chỗ ngồi. Á Phụ Phạm Tăng thấy Lưu Bang đã đi thoát, buồn bực cầm chén ngọc đặt xuống đất, tuốt kiếm đập chén vỡ tan, nói:
Chao ôi! Thằng trẻ con không thể cùng bàn mưu kế! Người đoạt thiên hạ của Hạng Vương nhất định là Bái Công. Bọn ta sẽ bị bắt làm tù hết.

## Bị kế ly gián
Năm 206 TCN, Hạng Vũ trở thành người đứng đầu chư hầu, tự xưng là Tây Sở bá vương và phân phong cho các chư hầu. Phạm Tăng được phong làm Lịch Dương hầu.
Một số chư hầu bất bình như Điền Vinh ở Tề, Trần Dư ở Triệu nổi dậy chống lại. Hạng Vũ mang quân đánh Tề. Lưu Bang được phong làm Hán vương nhưng thực chất bị đày ải vào đất Thục, cũng nổi dậy đông tiến. Lực lượng của Lưu Bang phát triển mạnh mẽ nhất. Tới năm 204 TCN, chư hầu chia làm 2 phe, nửa theo Hán, nửa theo Sở. Quân Hán và Sở giằng co nhưng Hạng vương chiếm ưu thế hơn.
Hán vương Lưu Bang đóng quân ở Vinh Dương, xây đường ống ra đến Hoàng Hà để lấy lúa ở kho Ngao Thương. Hạng vương mấy lần đem quân đánh cướp đường ống của Hán. Hán vương thiếu lương thực, lo sợ xin hòa, cắt đất từ Vinh Dương sang phía đông về Hán. Hạng vương muốn nghe theo. Á phụ Phạm Tăng nói:
Đối phó với Hán thì dễ thôi! Nay cơ hội này mà không lấy, về sau sẽ hối hận.
Hạng vương bèn cùng Phạm Tăng vây Vinh Dương rất gấp. Hán vương lo lắng, liền hỏi kế Trần Bình. Trần Bình phân tích với Lưu Bang:
Đại vương... có thể rộng rãi đối với người ta về mặt phong tước và cấp đất; cho nên những kẻ sĩ ham lợi phần nhiều theo Hán... Vì đại vương tự thị, khinh người nên không thể thu được những kẻ sĩ thanh liêm, khí tiết, nhưng có thể gây rối loạn ở nước Sở. Kia Hạng vương chẳng qua chỉ có mấy người tôi ngay thẳng là bọn Á Phụ, Chung Ly Muội, Long Thư, Chu Ân mà thôi. Nếu đại vương có thể tung ra mấy vạn cân vàng, làm kế phản gián, ly gián vua tôi họ, để cho Hạng vương nghi ngờ, Hạng vương vốn là người đa nghi, hay tin lời gièm pha thì bên trong thế nào họ cũng sẽ giết nhau. Hán nhân đó đem quân đánh, thì chắc chắn phá được Sở.
Hán vương cho là phải, bèn đem ra bốn vạn cân vàng cho Trần Bình, mặc tùy ý tiêu dùng. Bình đã xuất nhiều tiền, tung phản gián vào quân Sở, phao tin rằng bọn Chung Ly Muội làm tướng của Hạng Vương, tuy lập được nhiều công, nhưng rốt cục vẫn không được cắt đất, phong vương, cho nên họ muốn hợp làm một với quân Hán để tiêu diệt họ Hạng mà chia đất đai nước Sở. Quả nhiên Hạng Vũ vốn đa nghi, không tin bọn Chung Ly Muội.
Hạng vương sai sứ đến Hán, Hán vương sai làm cỗ thái lao đưa lên. Thấy sứ giả của Sở, Hán vương liền giả vờ kinh ngạc nói:
Ta tưởng là sứ giả của Á Phụ, hóa ra sứ giả của Hạng vương!
Bèn sai đem cất cỗ thái lao đi, sai lấy cơm rau đưa ra tiếp sứ giả nước Sở. Sứ giả nước Sở về báo lại với Hạng vương tất cả. Quả nhiên Hạng vương rất ngờ vực Á Phụ, tưởng ông đồng mưu với Lưu Bang. Á Phụ muốn đánh gấp để hạ thành Vinh Dương nhưng Hạng vương không tin ông nên không chịu nghe theo.
Á Phụ nghe tin Hạng vương ngờ vực mình, liền nổi giận nói:
Việc thiên hạ đã xong xuôi cả rồi đấy, Xin quân vương hãy tự làm lấy! Cho phép thần được mang nắm xương tàn trở về làm một người lính.
Hạng vương bằng lòng, không hề tỏ ra quyến luyến ông. Phạm Tăng uất hận, đi chưa đến Bành Thành thì nổi ung ở lưng mà qua đời. Á phụ Phạm Tăng thọ 74 tuổi. Người Tây Sở lập bia mộ cho ông tại đó, mộ của ông vẫn còn giữ tới hôm nay. Mặc dù vậy, có lời đồn rằng thực ra rằng ông sống ẩn cư tại Thiên Thai.
Mất Phạm Tăng là tổn hại lớn cho Hạng Vũ. Chỉ hơn 1 năm sau cái chết của Phạm Tăng, Hạng Vũ đang ở thế lấn át quân Hán đã bị Lưu Bang đánh bại hoàn toàn, phải tự vẫn ở Ô Giang năm 202 TCN. Tây Sở mất.

## Ý kiến của Lưu Bang
Sau khi diệt Tây Sở, thống nhất thiên hạ, Lưu Bang đã tự tổng kết nguyên nhân thắng lợi của mình và nguyên nhân thất bại của Hạng Vũ:
Phàm việc tính toán trong màn trướng mà quyết định được sự thắng ở ngoài ngàn dặm thì ta không bằng Tử Phòng; trị nước nhà, vỗ yên trăm họ, vận tải lương thực không bao giờ đứt thì ta không bằng Tiêu Hà; nắm trong tay trăm vạn quân đã đánh là thắng, tiến công là nhất định lấy thì ta không bằng Hàn Tín. Ba người này đều là những kẻ hào kiệt, ta biết dùng họ cho nên lấy được thiên hạ. Hạng Vũ có một Phạm Tăng mà không biết dùng cho nên mới bị ta bắt.